# Niagara Falls (Ontario)

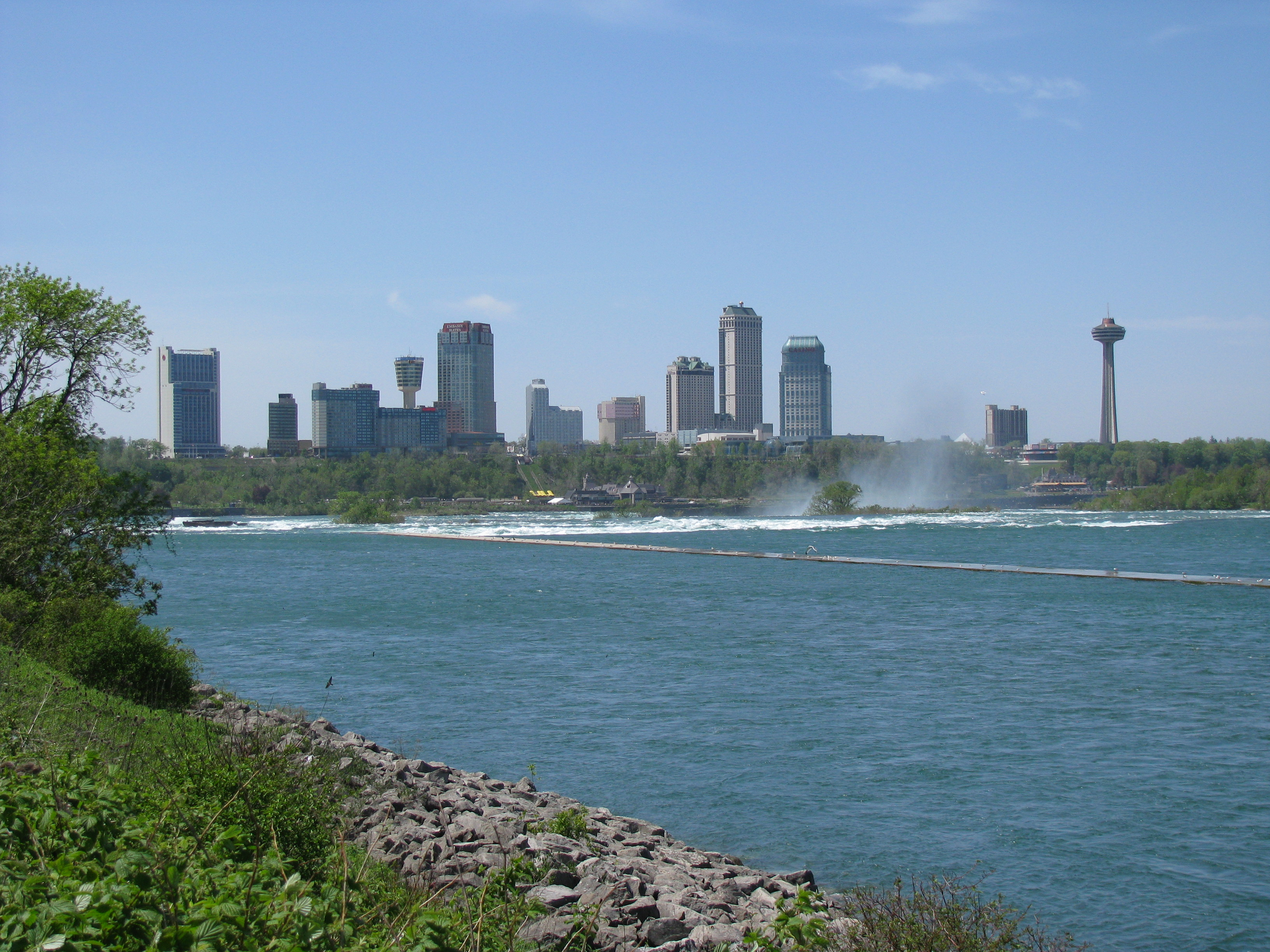
Niagara Falls – Ansicht von oberhalb der Niagarafälle

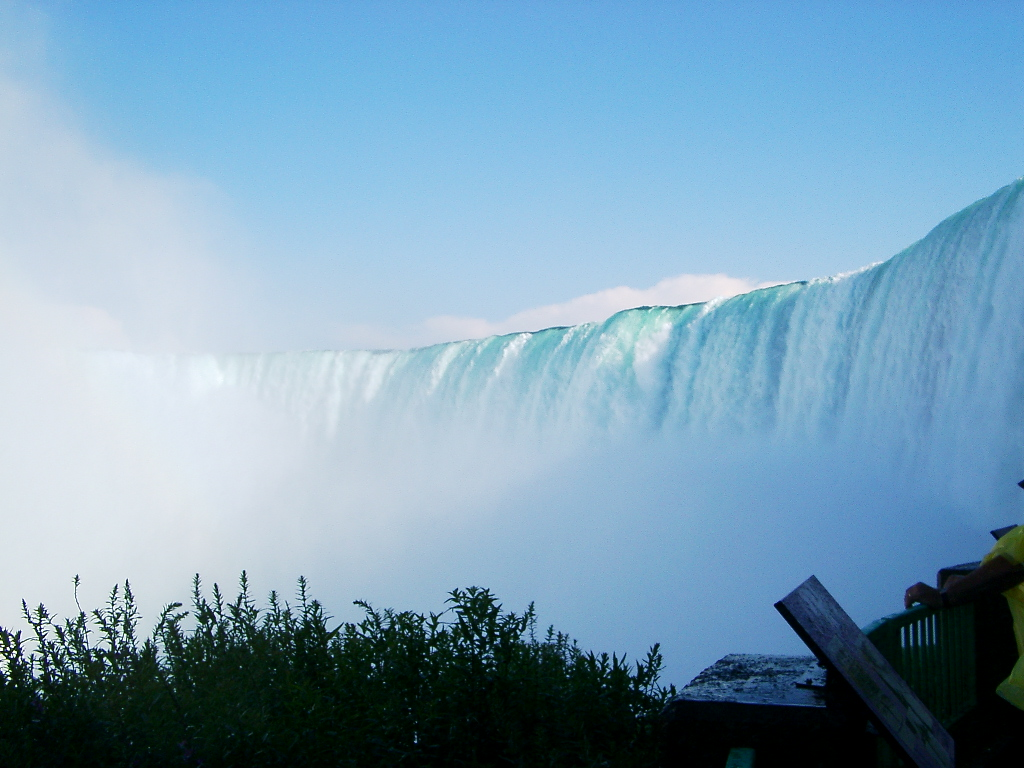
Niagara Falls – Behind the Falls

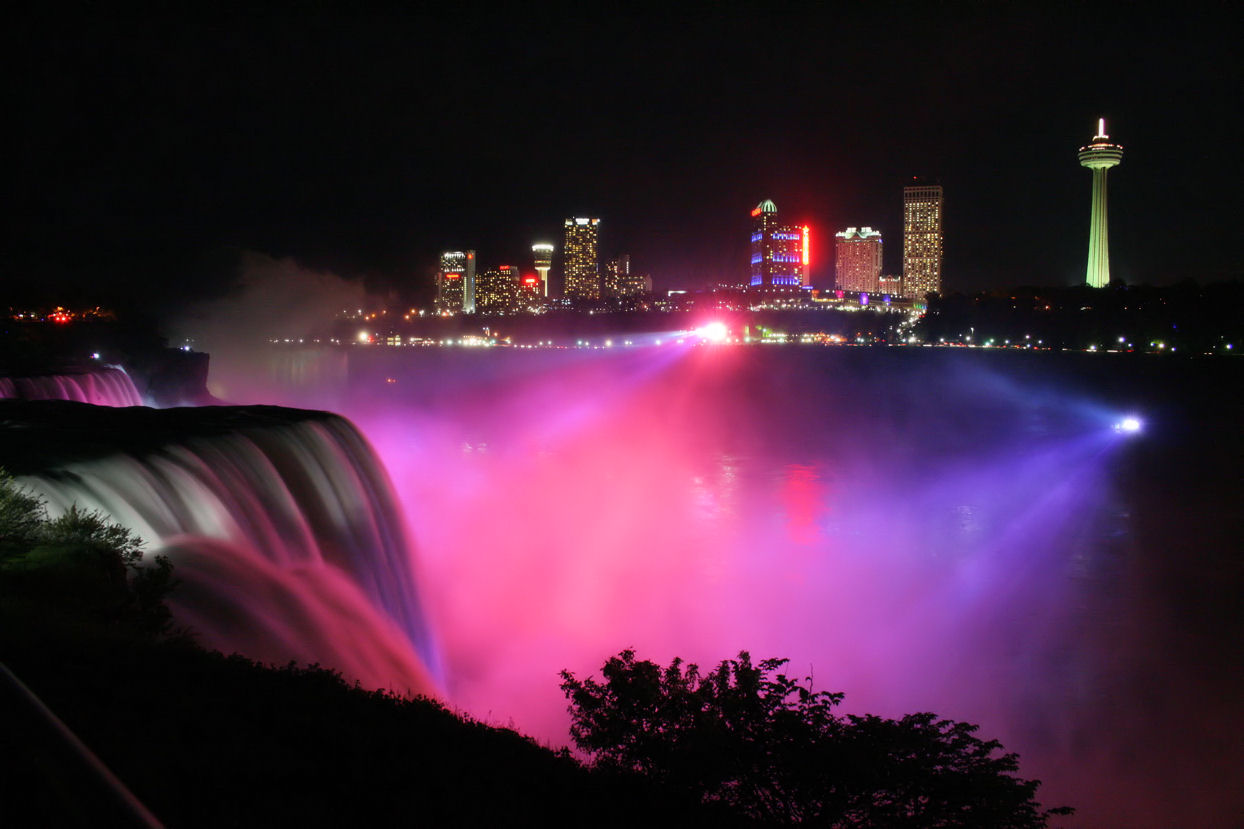
Niagara Falls – in der Nacht beleuchtet

Niagara Falls [naɪ̯ˈjægɹəˌfɑlz] ist eine kanadische Stadt in der Provinz Ontario mit 88.071 Einwohnern (Stand: 2016). 2011 betrug die Einwohnerzahl 82.997. Sie liegt am Niagara River gegenüber der gleichnamigen US-amerikanischen Stadt Niagara Falls im Staat New York. Die nächste größere Stadt ist St. Catharines.
Die Stadt wird beherrscht von den Niagarafällen und profitiert von dem Umstand, dass der amerikanische und auch der kanadische Teil der Wasserfälle am besten vom kanadischen Ufer aus zu sehen sind. Die Stadt ist eines der Haupt-Touristenziele in Nordamerika. Die nähere Umgebung der Fälle wird von zahlreichen Hotelhochhäusern, Aussichtstürmen, Souvenirläden, Casinos und anderen Vergnügungseinrichtungen, fast alle mit bunter Leuchtreklame, dominiert.

## Geschichte
Die Region um die Niagarafälle war seit dem 17. Jahrhundert regelmäßig besiedelt, zuerst von Irokesen, dann durch europäische Einwanderer, die hier den Ort Clifton gründeten. Das ältere Stadtzentrum entstand im frühen 19. Jahrhundert rund um die Queen Street, unweit der bis heute betriebenen Eisenbahnlinie.
1903 stieg Niagara Falls infolge einer Fusion mit dem etwas südlich gelegenen Drummondville zur Stadt (city) auf. In jener Zeit hatte die Schwerindustrie in Niagara Falls eine wichtige Stellung. Der Tourismus zu den Wasserfällen, der bereits im 19. Jahrhundert begonnen hatte, ist seit dem Niedergang der Industrie ab den 1970er Jahren für die Stadt Niagara Falls die Haupteinnahmequelle. Als Folge des Tourismus weist die Stadt heute eine überdurchschnittlich hohe Zahl an Hotels auf. Das geschäftliche Leben hat sich mit dem Aufkommen des Tourismus direkt vor die Wasserfälle verlagert.

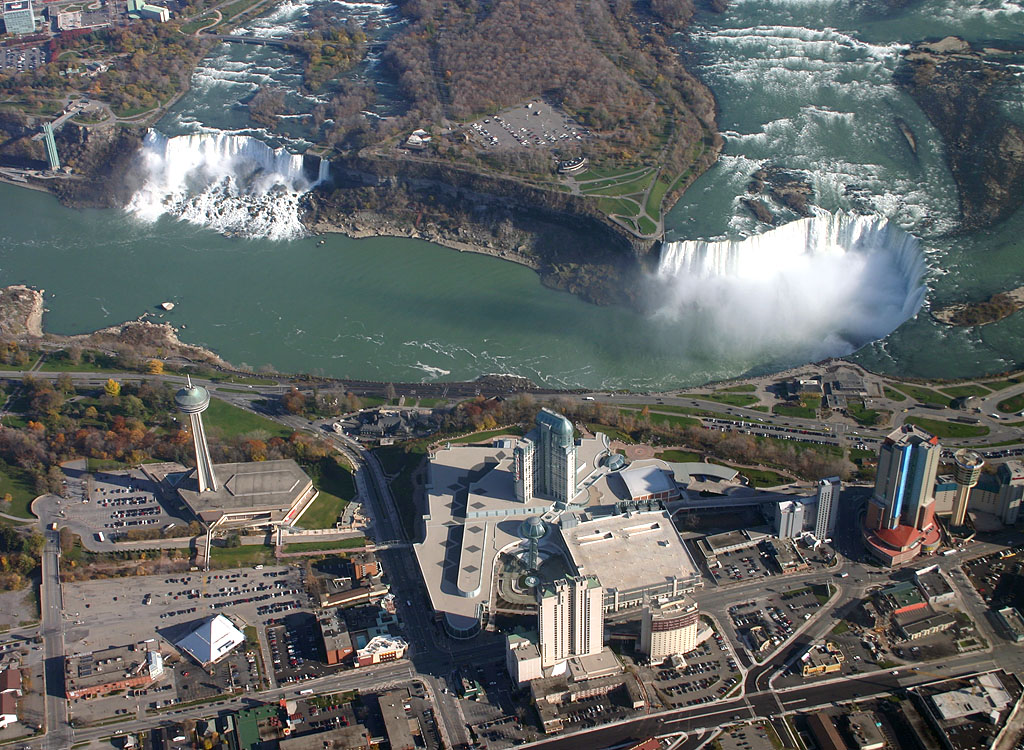
Luftaufnahme des Areals

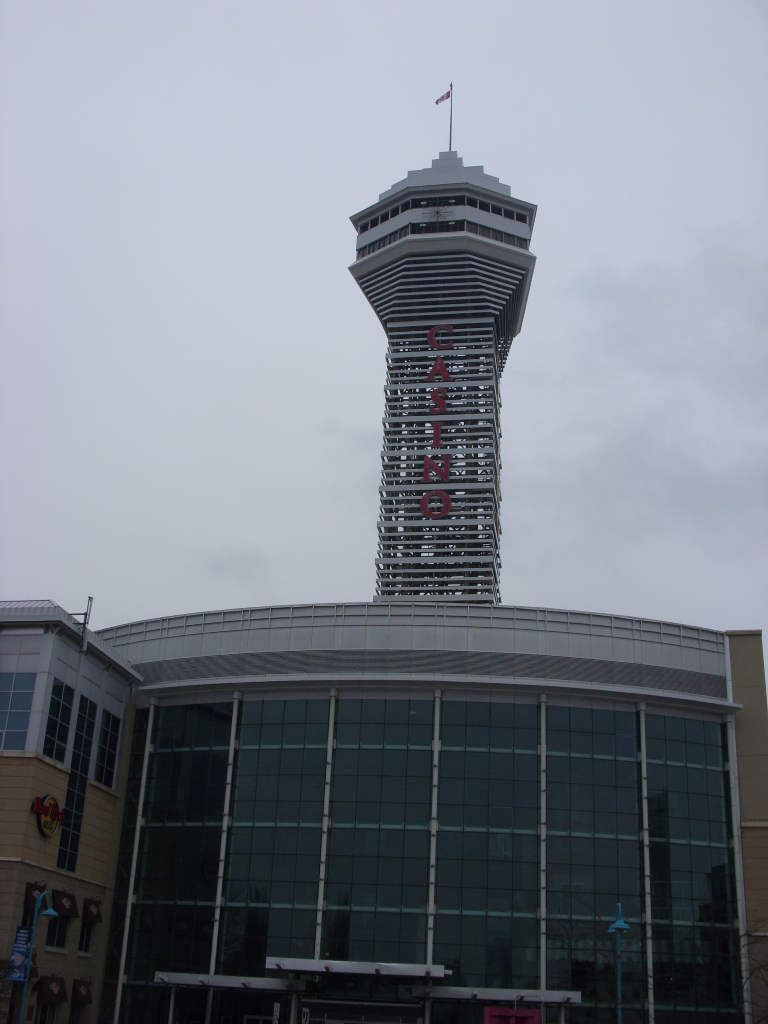
Der Casino Tower mit Hard Rock Cafe

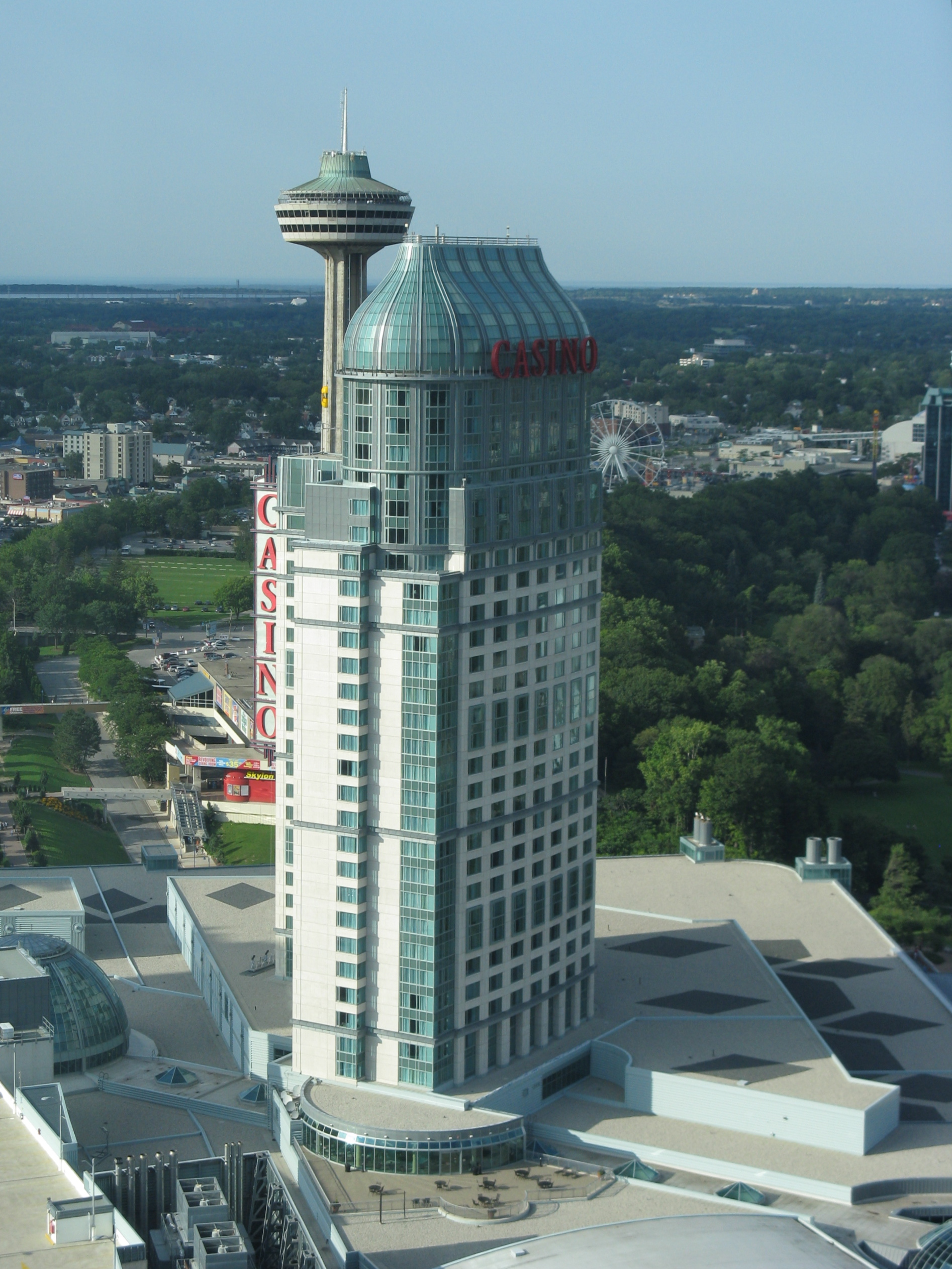
Das Fallsview Casino Resort mit dem Skylon Tower

## Wirtschaft
Ursprünglich hatten sich durch die hohe Energiegewinnung durch die Niagarafälle viele Unternehmen der Elektrochemie und Elektrometallurgie in der Stadt angesiedelt. Diese beiden Industriebereiche zogen während der großen Rezession während der Jahre 1970–1980 weg. Seitdem entwickelte sich der Tourismus zur Haupteinnahmequelle der Stadt. Niagara Falls auf der kanadischen Seite hat eine höhere Popularität als auf der amerikanischen, weil der Ausblick über die Niagarafälle auf der kanadischen Seite besser ist. Des Weiteren spielen ein günstiger Wechselkurs zwischen dem US-Dollar und dem kanadischen Dollar eine große Rolle. In Kanada ist es bereits ab einem Alter von 19 Jahren gesetzlich erlaubt, Alkohol zu trinken. Dagegen erlauben US-Gesetze das erst ab dem 21. Lebensjahr, was Niagara Falls vor allem bei jugendlichen US-Amerikanern zum beliebten Reiseziel machte.
Mitte 1990 genehmigte die Provinzregierung von Ontario das legale Glücksspiel, was dazu führte, dass kurze Zeit später das Casino Niagara eröffnet wurde. Durch den touristischen Boom Ende 1990 wurde eine Vielzahl neuer Luxushotels und weiterer Attraktionen gebaut. Im Jahre 2004 wurde ein zweites Casino eröffnet, das unter dem Namen Niagara Fallsview Casino Resort bekannt ist. Das Casino ist auch heute noch sehr erfolgreich, steht jedoch in Konkurrenz zu dem Seneca Niagara Casino auf der US-Seite. Dennoch sind die Niagarafälle auf der kanadischen Seite beliebter als die auf der Seite der USA. Dies kann man neben dem besseren Blick auch darauf zurückführen, dass auf der kanadischen Seite mehr Sehenswürdigkeiten, Fahrgeschäfte wie z. B. ein Riesenrad und andere Unterhaltungsgeschäfte vorhanden sind.
Neben dem Tourismus ist auch das Produktionsgewerbe ein wichtiger Wirtschaftsbereich. Zu den größeren Unternehmen gehören u. a. Kraft Canada Inc. und International Home Foods (Canada) Inc.  Die größeren Chemieunternehmen sind u. a. Cytec Canada Inc. und Oxy Vinyls Canada Inc. Zu den größeren Unternehmen der Metallverarbeitung gehören u. a. E.S. Fox Ltd. und Myer Salit Ltd.
Clifton Hill und die Fallsview-Gegend wurden revitalisiert. Im Innenstadtbereich von Niagara Falls (Queen Street) werden größere Modernisierungs- und Umbauprojekte durchgeführt. Im historischen Stadtteil von Niagara befinden sich mehrere Galerien, Läden, Cafés und das kernsanierte Seneca Theatre.

## Sehenswürdigkeiten

### Direkte Niagara-Falls-Sehenswürdigkeiten
- Maid of the Mist / Hornblower Niagara Cruises – Bootstour auf den Niagarafällen
- Journey Behind the Falls – Touren hinter die Niagarafälle
- Skylon Tower – 160 Meter hoher Turm, mit Aussichtsdeck und drehendes Restaurant
- Weekly fireworks over Niagara Falls – Wöchentliche Feuerwerksfeier
- Nightly illumination of Niagara Falls
- National Helicopters
- Niagara Helicopters
- Niagara Skywheel
- Queen Street Arts & Culture District

### Attraktionen am Niagara River
- Niagara Botanical Gardens – Botanischer Garten
- Floral Clock
- Spanish Aerocar
- White Water Walk at the Niagara River rapids
- Winter Festival of Lights
- Niagara Parks Butterfly Conservatory
- Bird Kingdom
- Niagara Heritage Trail
- Dufferin Islands
- Niagara Parks School of Horticulture
- Niagara River Recreation Trail
- Whirlpool Jetboat tours of the Niagara Gorge
- Numerous parkway golf courses
- The Rainbow Carillon, mit Musik vom Rainbow Tower

### Touristische Unterhaltungsattraktionen
- Clifton Hill, Niagara Falls – Touristenpromenade mit Ripley’s Believe It Or Not Museum, Arkaden, fünf Geisterbahnen, vier Wachsfigurenmuseen u. a. mit Louis Tussauds Wax Museum, verschiedene Restaurants
- MarineLand – Meeres-Themenpark
- Casinos—Casino Niagara und Niagara Fallsview Casino Resort mit Blick auf die Niagarafälle
- Viele Restaurants und Cafés u. a. Jimmy Buffetts Margaritaville, Rainforest Cafe und Hard Rock Café
- IMAX-Kino mit einem Museum
- Greg Frewin Theatre / Las Vegas Style Magic Show
- Fallsview Tourist Area – beliebte Touristengegend
- Fallsview Indoor Waterpark – Erlebnis-Freizeitbad
- MGM Studios Plaza – MGM Studios – Führungen
- Queen Street Arts & Culture District – Kunst und Kulturdistrikt
- Konica Minolta Tower Centre – das zweite Hochhaus in Niagara Falls

## Verkehr

### Zugverbindungen
Niagara Falls hat einen in der Nähe der Whirlpool Bridge gelegenen Bahnhof mit von VIA Rail Canada betriebenen Zugverbindungen Richtung Toronto sowie dem gemeinsam von VIA Rail und Amtrak betriebenen Fernzug The Maple Leaf nach New York City.

### Highwayverbindungen
Niagara Falls, Kanada und Niagara Falls, New York sind durch größere Highways zwischen den Vereinigten Staaten und Kanada vernetzt. Der Queen Elizabeth Way ist die Hauptverbindung zwischen Toronto und Buffalo.
- Highway 3A, endet an der Whirlpool Rapids Bridge bei der River Road
- Highway 8, endet an der Whirlpool Rapids Bridge in Höhe der Bridge Street
- Highway 20, endet an der Honeymoon Bridge
- Highway 420, ehemals Queen Elizabeth Way

### Bus Nahverkehr/Fernverkehr
- Niagara Transit ist der städtische Betreiber des öffentlichen Personennahverkehrs.
- Unter dem Namen WEGO betreibt die Stadtverwaltung zusammen mit der Niagara Parks Commission vier Buslinien für Touristen als Verbindung zwischen Hotels und Sehenswürdigkeiten.
- Greyhound Canada betreibt täglich mehrere Fahrten von und nach Toronto und Buffalo.
- Coach Canada betreibt täglich mehrere Fahrten von und nach Toronto und Buffalo.
- Megabus betreibt mehrmalige tägliche Fahrten von Toronto über Niagara Falls nach New York City.
- GO Transit bietet tägliche Busverbindungen zwischen Niagara Falls und der Burlington GO Station.

Über die in unmittelbarer Nähe der Niagarafälle gelegene Rainbow Bridge können Fußgänger und Autofahrer die Grenze zu den USA überqueren.

## Persönlichkeiten
- Geoffrey Ballard (1932–2008), Geophysiker und Geschäftsmann
- Karl Kaiser (1941–2017), österreichisch-kanadischer Winzer
- John Arbour (* 1945), Eishockeyspieler
- Terry O’Reilly (* 1951), Eishockeyspieler und -trainer
- Gordon Singleton (1956–2024), Radsportler
- Vanity (1959–2016), Sängerin
- Shelley Gautier (* 1968), Paracyclerin
- Joe Fletcher (* 1976), Fußballschiedsrichterassistent
- George Tchortov (* 1980), Schauspieler, Stuntman und Synchronsprecher
- Deadmau5 (* 1981), Diskjockey und Musikproduzent
- Frank Dancevic (* 1984), Tennisspieler
- Bruno Agostinelli (1987–2016), Tennisspieler
- Johnny Curran (* 1995), Eishockeyspieler
- Sara Kovac (* 1997), Volleyballspielerin